# Portrait d'Elisa Casas
Portrait d'Elisa Casas est un tableau peint par Ramon Casas en 1889. Il mesure 200 cm de haut sur 100 cm de large. Il est conservé dans une collection privée.